# Dracocephalum schischkinii
Dracocephalum schischkinii là một loài thực vật có hoa trong họ Hoa môi. Loài này được Strizhova mô tả khoa học đầu tiên năm 1979.